# تیراندازی با کمان

مسابقه تیراندازی با کمان در مونشن گلادباخ

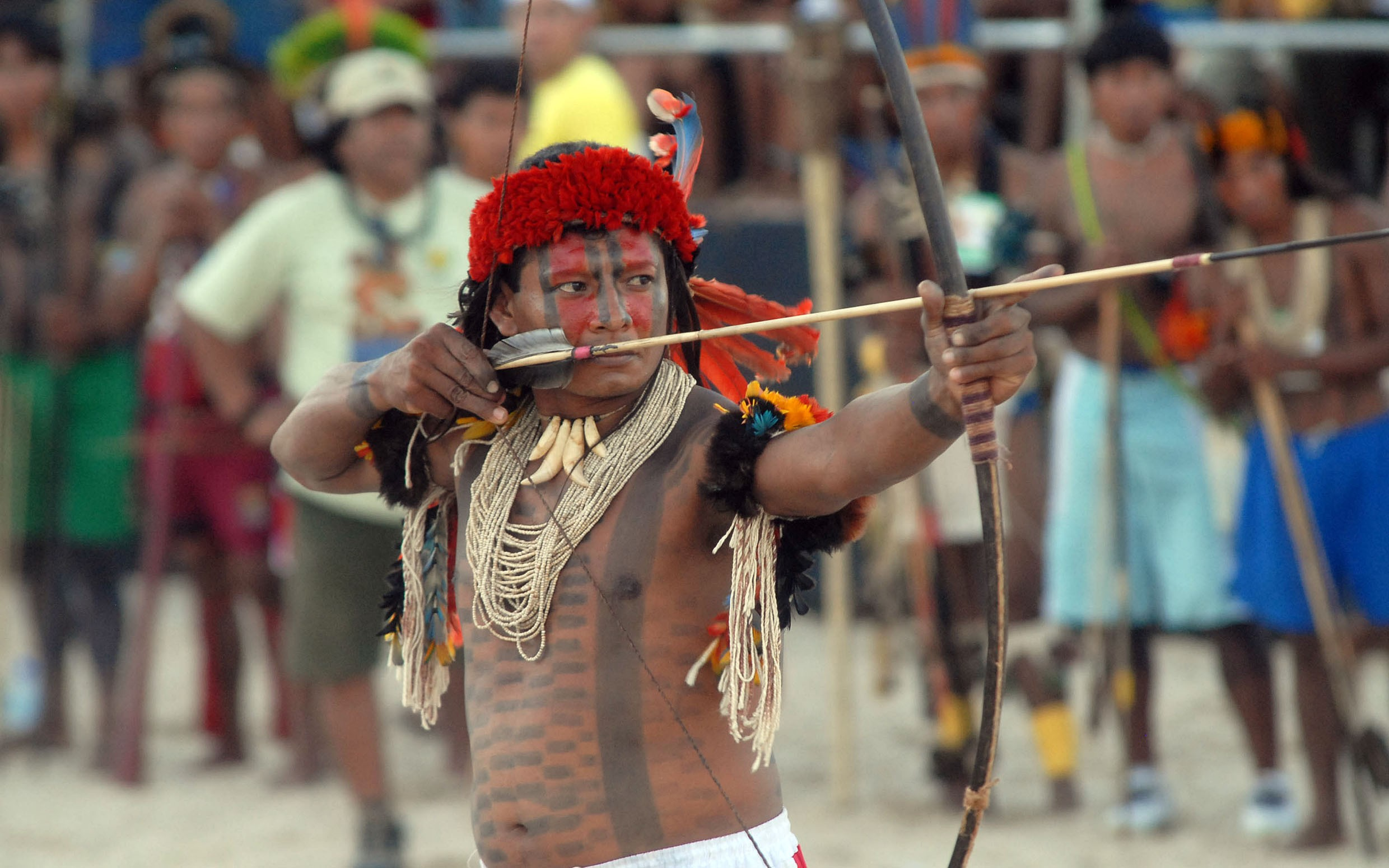
تیراندازی با کمان در مراسم بازی‌های بومی در برزیل

تیراندازی با کمان یا تیر و کمان فعالیتی است که می‌تواند به عنوان ورزش یا برای شکار یا برای جنگ استفاده شود.
ابزار تیراندازی از یک کمان منحنی شکل و یک تیر که سرش یک سنگ یا فلز نوک تیز بود تشکیل می‌شد و فرد تیرانداز با گذاشتن تیر در کمان و کشیدن آن تیر را پرتاب می‌کرد.

## فدراسیون‌های جهانی
مهم‌ترین فدراسیون جهانی، ورلد آرچری با نام قبلی فیتا (فدراسیون جهانی تیراندازی با کمان) است که مسئول برگزاری مسابقات تیر و کمان در المپیک و پارالمپیک هم هست. مسابقات المپیک فقط در تارگت آرچری برگزار می‌شود. این فدراسیون شاخه‌های دیگر تیر و کمان مانند فیلد آرچری، تری دی آرچری، پارا آرچری، اسکی آرچری و غیره را هم برگزار می‌کند.
- فدراسیون جهانی کمان سنتی
- فدراسیون جهانی فیلد آرچری
- فدراسیون جهانی کراسبو آرچری
- فدراسیون‌های جهانی مونتد آرچری (سه فدراسیون متفاوت)

## فدراسیون آسیایی
فدراسیون آسیایی فقط در تارگت آچری فعال است.
از سال ۱۹۸۰ قهرمانی آسیا برگزار می‌شود. آسیا کاپ در سه مرحله از سال ۲۰۰۵ برگزار می‌شود. از سال ۲۰۱۳ قهرمانی پارا آرچری برگزار می‌شود. فقط یک دوره مسابقات جوانان آسیا برگزار شده است.
در کراسبو آرچری هم چند دوره مسابقات آسیایی زیر نظر فدراسیون جهانی برگزار شده است.
تیر و کمان از سال ۱۹۷۸ در بازی‌های آسیایی برگزار می‌شود. تا سال ۲۰۱۴ شیوه ۱۴۴ تیری و از ۲۰۱۸ به صورت ۷۲ تیری برگزار می‌شود. در ۱۹۸۶ شیوه متفاوتی مدال توزیع شد.
در مسابقات جهانی از ۱۹۳۳ تا ۱۹۵۵ به شیوه مسافت بلند و کوتاه و از سال ۱۹۵۷ تا ۲۰۱۳ به شیوه ۱۴۴ تیری (از ۱۹۸۷ شیوه حذفی) و از ۲۰۱۵ به صورت ۷۲ تیری برگزار می‌شود.

## ورزش
تیراندازی با کمان در سه رشته کمان‌های کامپوند، ریکرو و سنتی برگزار می‌گردد.
کمان ریکرو: این کمان شامل بخش‌های قبضه، بازو، سایت، پین سایت، استاب لایزر و زه است. این کمان به کمان‌های قدیمی تشابه بیشتری دارد و با اندکی تغییر، دقت و قدرت آن افزایش یافت. مسابقات آن در مسافت‌های ۱۸، ۳۰ و ۷۰ متر برگزار می‌گردد. مسافت ۷۰ متر المپیکی است و در بخش‌های مردان، زنان، تیمی مردان، تیمی زنان، مختلط مردان و زنان برگزار می‌شود. این کمان باید پس از استفاده اجزایش برای سالم ماندن جدا شود.
کمان کامپوند: این کمان شامل بخش‌های بازو، قبضه قرقره، سایت، پیپ سایت، استاب لایزر، شوکر و … است. این کمان بسیار پیشرفته است و از لحاظ قدرت و دقت بسیار بهتر از کمان سنتی و ریکرو است. مسابقات آن نیز در مسافت‌های ۱۸، ۳۰ و ۵۰ متر برگزار می‌گردد. این رشته المپیکی نیست. این کمان از اول همراه با زه است و نیازی به جداسازی قطعات ندارد.
کمان سنتی: این کمان بسیار ساده بوده و مانند کمان‌های اولیه است. یکی از ویژگی‌های جالب این رشته ورزشی آن است که هر فرد با لباس محلی و خاص منطقهٔ خود در مسابقه شرکت می‌کند.
برای شکار می‌توان از هر نوع کمانی استفاده کرد؛ اما به دلیل قدرت و قابلیت حمل آسان‌تر، معمولاً از کمان‌های کامپوند و کراسبو استفاده می‌شود. امروزه افراد زیادی برای شکار از انواع کمان‌ها استفاده می‌کنند و در ایران نیز گاه با گرفتن مجوز و گاه غیرقانونی با کمان شکار می‌کنند.

## شیوه رقابت
تا سال ۲۰۱۴ مسابقه بر اساس ۴ راند ۳۶ تیری در چهار مسافت و در کل ۱۴۴ تیر برگزار می‌شد که به فیتا راند ۱۴۴۰ معروف بود چون حداکثر امتیاز ممکنه ۱۴۴۰ بود چون هر تیر حداکثر ده امتیاز دارد (مسافتها برای مردان و زنان متفاوت بود از ۳۰ متر تا ۹۰ متر). بعد از سال ۲۰۱۴ به جهت سهولت در یافتن مکان‌های مسابقات و کاهش زمان مسابقات به جای ۴ مسافت مختلف فقط در یک مسافت ۷۰ متر برای ریکرو و ۵۰ متر برای کامپوند برگزار می‌شود و به این ترتیب ۳۶ تیر در دو راند و در کل ۷۲ تیر پرتاب می‌شود و ۷۲۰ امتیاز ممکن است. برای هر سه پرتاب دو دقیقه فرصت به تیراندازان داده می‌شود.
Competition format:
```
 1933–1955: International long and short rounds (various) در شش مسافت (سه مسافت بلند و سه مسافت کوتاه در چهار روز برگزار می‌شد).
[
۴
]

 1957–1985: FITA round (90m, 70m, 50m, 30m)
[
۵
]

 1987–: Olympic round (set system from 2011)
 ۲۰۱۴-: ۱۴۴۰ تبدیل به ۷۲۰ شد. در المپیکها از سال ۱۹۹۶ تعداد ۷۲ تیر مقدماتی بود و از سال ۱۹۷۲ تا سال ۱۹۹۲ تعداد تیرها ۱۴۴ بود. در المپیک‌های ۱۹۰۰ تا ۱۹۲۰ شیوه برگزاری به کلی متفاوت بود. از ۱۹۲۴ تا ۱۹۶۸ تیر و کمان از ورزش‌های المپیک نبود.
```

تغغیر شیوه از ۱۴۴ تیر در چهار مسافت به ۷۲ تیر در یک مسافت از ۱۹۹۷ میلادی شروع شد ولی همچنان شیوه ۱۴۴ تیری تا سال ۲۰۱۳ رایج بود (در برخی مسابقات) ولی از سال ۲۰۱۴ تمام مسابقات به‌طور عمده در ۷۲ تیر در یک مسافت برگزار می‌شود.
شیوه رقابت نفر به نفر (مچ پلی) در سال ۱۹۹۰ میلادی اولین بار معرفی شد. این نوع رقابت نفر به نفر از گلف الهام گرفته شده بود.
همچنین در سال ۱۹۹۲ میلادی مسافت مسابقات داخل سالن از ۲۵ متر به ۱۸ متر کاهش داده شد.
شیوه ست بندی و مراحل حذفی دیرتر اضافه شد. در گذشته در تمام موارد به صورت رنکینگ راند (استروک پلی) برگزار می‌شد و مراحل حذفی (مچ پلی) در اواخر قرن بیستم اضافه شد. مسابقات تیمی میکس هم از دهه ۲۰۱۰ به بعد ایجاد شد. شیوه مسابقات تیمی هم بارها دچار تغییراتی شده است. مسابقات کامپوند از اواخر قرن بیستم آغاز شد و قدمتی سی ساله دارد. از ۲۰۲۰ به بعد کمان سنتی یا Barebow هم در مسابقات اروپا برگزار می‌شود.
تغییر سیستم انتخابی از ۱۱۴۰ به ۷۲۰:
But pressure started in FITA Congress to rise, congress after congress, starting from 1997, to change qualification rounds from FITA to 70 mt , and reasons for the proposal were ever the following:
- Easier to find locations
- Half day less than full FITA needed
With championships larger and larger in numbers and many new nations with almost no tradition in archery joining FITA in the years, finally the opposition to FITA reached the objective and 2013 was the last World championshiops with the FITA round as qualification round.
So, (almost) all nations folowed and abandoned the now called 1440 round.
Same reasons used before to put on side the 25 mt indoor round, that up to 1992 was used in combination with 18 mt round as qualification round at world indoor championships.
در پایان دور مقدماتی ۱۰۴ نفر برتر به همراه ۲۴ تیم برتر وارد جدول حذفی می‌شوند و بقیه نفرات حذف می‌شوند.